# Glumslövs distrikt
Glumslövs distrikt är ett distrikt i Landskrona kommun och Skåne län. 
Distriktet ligger vid kusten, norr om Landskrona. 

## Tidigare administrativ tillhörighet
Distriktet inrättades 2016 och utgörs av socknen  Glumslöv i Landskrona kommun.
Området motsvarar den omfattning Glumslövs församling hade vid årsskiftet 1999/2000.